# Chadwick Engineering Works
Chadwick Engineering Works ist ein US-amerikanisches Unternehmen.

## Unternehmensgeschichte
Lee Sherman Chadwick war Konstrukteur bei Searchmont Motor. Als dieses Unternehmen 1903 aufgelöst wurde, übernahm Chadwick einige der Teile. 1904 gründete er Fairmount Engineering Works in Philadelphia in Pennsylvania, wobei auch die Firmierung Fairmount Engineering Company überliefert ist. Eine Quelle meint, dass es von 1904 bis 1905 Company und ab 1905 Works war. Er begann mit der Produktion von Automobilen. Der Markenname lautete Chadwick.
1907 zog er nach Pottstown in Pennsylvania in eine größere Fabrik um. Nun lautete die Firmierung Chadwick Engineering Works. Eine Quelle nennt den 1. Januar 1901 als Gründungsdatum, während eine andere Quelle März 1907 angibt. 1911 verließ Chadwick das Unternehmen. Die Fahrzeugproduktion lief noch bis 1916. Zu der Zeit waren 13 Mitarbeiter beschäftigt. Dann folgte laut einer Quelle der Bankrott. Ob das Unternehmen tatsächlich aufgelöst wurde oder in anderen Bereichen noch jahrelang tätig war, ist unklar. Die Champion Motors Corporation benutzte einen Teil des Werks ab 1918 oder 1919 bis zu ihrer Auflösung 1924.
Am 25. März 1954 wurde ebenfalls in Pennsylvania eine gleichnamige Firma registriert, die noch als aktiv gilt, zu der aber keine weiteren Angaben vorliegen.
Der 28. Februar 1958 war das Gründungsdatum einer weiteren gleichnamigen Firma, wieder in Pottstown, diesmal mit der Rechtsform Inc. Hindella Pollock ist als Präsidentin eingetragen. Dieses Unternehmen stellte 1960 einige Golfmobile her, die teilweise als Personenkraftwagen galten. Das Unternehmen gilt noch als aktiv.

## Fahrzeuge

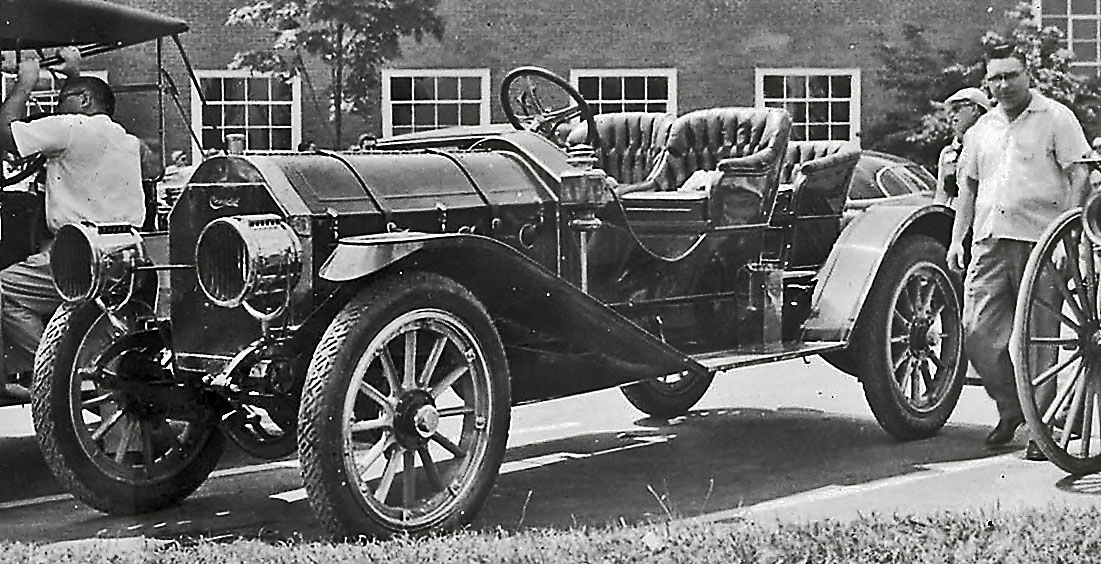
Chadwick von 1910

1904 und 1905 gab es nur den Type 9. Er hatte einen Vierzylindermotor mit 32 PS Leistung. Das Fahrgestell hatte 273 cm Radstand. Einziger bekannter Aufbau war ein Tourenwagen mit sieben Sitzen.
1906 standen Type 11 und Type 12 im Sortiment. Der erstgenannte hatte einen Motor mit 127 mm Bohrung, 152,4 mm Hub und 7722 cm³ Hubraum, der mit 40/45 PS eingestuft war, und 274 cm Radstand. Der andere hatte einen Motor mit 114,3 mm Bohrung, 127 mm Hub, 5212 cm³ Hubraum, 24/30-PS-Einstufung und 259 cm Radstand. Aufbauten für beide Typen waren fünfsitzige Tourenwagen.
1907 hatte der Type 12 die Daten des Vorjahres-Type-11. Neu dazu kam der Great Chadwick Six. Sein Sechszylindermotor mit 127 mm Bohrung, 152,4 mm Hub und 11.583 cm³ Hubraum leistete 75 PS. Der Radstand betrug 315 cm. Beide Modelle waren als Tourenwagen mit sieben Sitzen karosseriert.
1908 entfiel das Vierzylindermodell. Der Great Chadwick Six war nun als Tourabout mit fünf Sitzen, Runabout mit drei Sitzen und Tourenwagen mit sieben Sitzen erhältlich.
1909 wurde die Leistung auf 80 PS angehoben. Bei Tourabout und Tourenwagen wurde der Radstand auf 330 cm verlängert. Dritte Karosseriebauform war ein Semi-Racer mit zwei Sitzen, dessen Radstand nur 284 cm maß.
Für 1910 sind für das lange Fahrgestell Tourenwagen mit sieben Sitzen, Standard Tourabout mit fünf Sitzen, Guy Vaughan Tourabout mit vier Sitzen und Limousine mit sieben Sitzen bekannt. Der Zweisitzer mit dem kurzen Fahrgestell wurde Runabout genannt.
1911 wurde die Ausführung mit dem lange Radstand noch länger und hatte nun 338 cm Radstand. Angeboten wurden Tourenwagen, Standard Tourabout und Limousine wie im Vorjahr, dazu ein Miniature Tonneau mit vier Sitzen und ein Landaulet mit sieben Sitzen. Der Runabout blieb unverändert.
Ab 1912 sind nur noch 60 PS angegeben. Tonneau und Landaulet entfielen.
1913 gab es keine Änderungen.
1914 wurden die Bezeichnungen geändert. Das Model R-19 mit dem kurzen Radstand war als siebensitziger Tourenwagen, zweisitziger Roadster und als Limousine erhältlich und das Model T-19 mit dem langen Radstand als fünf- bis siebensitziger Tourenwagen.
1915 wurde die Bezeichnung auf Model 19 vereinfacht. Der kurze Radstand entfiel. Zur Wahl standen Roadster mit zwei Sitzen, Limousine mit sieben Sitzen sowie Tourenwagen mit fünf und sieben Sitzen.
1916 entfiel der fünfsitzige Tourenwagen.
Von 1915 bis 1916 entstanden einige Nutzfahrzeuge. Es waren kleine Lastkraftwagen mit rund 450 kg Nutzlast. Die Vierzylindermotoren mit 16 PS kamen von der LeRoi Company.
1960 stand ein offener Zweisitzer mit türloser Karosserie aus GFK und 10-Zoll-Rädern im Angebot. Der zweisitzige Roadster sah einem Golfkarren ähnlich. Angetrieben wurde der Wagen von einem luftgekühlten Einzylindermotor mit 288 cm³ Hubraum, der von BMW zugeliefert wurde und 13 PS (9,6 kW) entwickelte. Der gleiche Motor war auch in der BMW Isetta eingebaut.

## Modellübersicht
| Jahr      | Modell             | Zylinder | Leistung (PS) | Radstand (cm) | Aufbau |
| --------- | ------------------ | -------- | ------------- | ------------- | --- |
| 1904–1905 | Type 9             | 4        | 32            | 273           | Tourenwagen 7-sitzig                                                                                                  |
| 1906      | Type 11            | 4        | 40/45         | 274           | Tourenwagen 5-sitzig                                                                                                  |
| 1906      | Type 12            | 4        | 24/30         | 259           | Tourenwagen 5-sitzig                                                                                                  |
| 1907      | Model 12           | 4        | 40/45         | 274           | Tourenwagen 7-sitzig                                                                                                  |
| 1907      | Great Chadwick Six | 6        | 75            | 315           | Tourenwagen 7-sitzig                                                                                                  |
| 1908      | Great Chadwick Six | 6        | 75            | 315           | Tourabout 5-sitzig, Runabout 3-sitzig, Tourenwagen 7-sitzig                                                           |
| 1909      | Great Chadwick Six | 6        | 80            | 330           | Tourenwagen 7-sitzig, Tourabout 5-sitzig                                                                              |
| 1909      | Great Chadwick Six | 6        | 80            | 284           | Semi-Racer 2-sitzig                                                                                                   |
| 1910      | Great Chadwick Six | 6        | 80            | 330           | Tourenwagen 7-sitzig, Standard Tourabout 5-sitzig, Guy Vaughan Tourabout 4-sitzig, Limousine 7-sitzig                 |
| 1910      | Great Chadwick Six | 6        | 80            | 284           | Runabout 2-sitzig |
| 1911      | Great Chadwick Six | 6        | 80            | 338           | Tourenwagen 7-sitzig, Standard Tourabout 5-sitzig, Miniature Tonneau 4-sitzig, Limousine 7-sitzig, Landaulet 7-sitzig |
| 1911      | Great Chadwick Six | 6        | 80            | 284           | Runabout 2-sitzig |
| 1912–1913 | Great Chadwick Six | 6        | 60            | 338           | Tourenwagen 7-sitzig, Tourabout 5-sitzig, Limousine 7-sitzig                                                          |
| 1912–1913 | Great Chadwick Six | 6        | 60            | 284           | Runabout 2-sitzig |
| 1914      | Model R-19         | 6        | 60            | 284           | Tourenwagen 7-sitzig, Roadster 2-sitzig, Limousine                                                                    |
| 1914      | Model T-19         | 6        | 60            | 338           | Tourenwagen 5-sitzig bis 7-sitzig                                                                                     |
| 1915      | Model 19           | 6        | 60            | 338           | Roadster 2-sitzig, Limousine 7-sitzig, Tourenwagen 5-sitzig und 7-sitzig                                              |
| 1916      | Model 19           | 6        | 60            | 338           | Tourenwagen 7-sitzig, Roadster 2-sitzig, Limousine 7-sitzig                                                           |

Quelle:

## Produktionszahlen
Laut einer Quelle wurden 264 Fahrzeuge bis zur Produktionsunterbrechung 1916 hergestellt. Eine andere Quelle nennt die Zahlen für jedes Jahr von 1905 bis 1916, und die Summe ergibt 307 Fahrzeuge.
| Jahr  | Produktionszahl |
| ----- | --------------- |
| 1905  | 25              |
| 1906  | 30              |
| 1907  | 35              |
| 1908  | 38              |
| 1909  | 36              |
| 1910  | 35              |
| 1911  | 31              |
| 1912  | 23              |
| 1913  | 18              |
| 1914  | 16              |
| 1915  | 13              |
| 1916  | 7               |
| Summe | 307             |

## Motorsport
Chadwick beteiligte sich an Autorennen. Willie Haupt war Werksfahrer. Ein Kompressor sorgte für mehr Leistung. Er war gegen Aufpreis für den Runabout lieferbar, womit der zu einem der ersten Straßenfahrzeuge mit Kompressor wurde.
Haupt war in Bergrennen nahezu unschlagbar. Len Zengle fuhr einen Rekord über eine Meile, bezwang 1909 Barney Oldfield in seinem Blitzen-Benz bei einem Rennen auf dem Indianapolis Motor Speedway und gewann 1910 ein Rennen im Fairmount Park knapp vor einem Lozier, gefahren von Ralph Mulford.

## Heutiger Bestand
Zwei Fahrzeuge existieren noch und befanden sich in Pollock Auto Showcase. 1997 wurde berichtet, dass sie sich im Seal Cove Museum von Richard Paine befinden.